# Sure You Know How to Drive This Thing
Sure You Know How to Drive This Thing var det andra och sista studioalbumet av den finländska rockgruppen Killer, släppt 2003 genom Universal Music Finland. Även det här albumet producerades av The Rasmus-medlemmarna Lauri Ylönen och Pauli Rantasalmi, och nådde topplaceringen 7 på Finlands albumlista. Från albumet gav man ut singlarna "Naughty Boy" och "Watching - Waiting".

## Låtlista
Alla texter skrivna av Siiri Nordin, all musik komponerad av Killer, Lauri Ylönen och Pauli Rantasalmi.
1. "Just Fine" – 3:46
2. "Sugar" – 3:18
3. "Airborne" – 3:42
4. "Naughty Boy" – 3:06
5. "Liar" – 3:43
6. "Sound of Music" – 4:03
7. "Hide & Seek" – 4:12
8. "Operator" – 3:25
9. "Watching - Waiting" – 4:05
10. "Never Again Yesterday" – 3:18
11. "If This Is All" – 3:27

## Listplaceringar
| Lista (2001)           | Högsta placering |
| ---------------------- | ---------------- |
| Finländska albumlistan | 7                |

## Medverkande
Killer
- Siiri Nordin – sång
- Tuomas Norvio – gitarr
- Timo Huhtala – bas
- Teijo Jämsä – trummor

### Produktion
- Producerad av Lauri Ylönen och Pauli Rantasalmi